# Raffi Armenian (pianista)
Raffi Armenian   (El Caire, 4 de juny de 1942) és un director, pianista, compositor i professor armeni-canadenc.
Va dirigir l'orquestra simfònica Kitchener–Waterloo durant molts anys. Des del 1999 és el director d'Estudis Orquestrals de la Universitat de Toronto. Del 2008 al 2013 va ser el director del Conservatori de música del Québec a Mont-real.

## Adolescència i educació
Armenian va néixer al Caire i va tenir les seves primeres classes de música allà, on es va traslladar el 1959 a Viena per estudiar piano amb Bruno Seidlhofer. Després de graduar-se, va deixar de banda els seus estudis musicals i va assistir a la Universitat de Londres del 1962 al 1965, on es va especialitzar en metal·lúrgia. Va tornar a l'Acadèmia de Música de Viena i va estudiar del 1965 al 1969. El 1968, Armenian va ser un dels dos finalistes del Concurs Internacional de Joves Directors de Besançon, França.

## Carrera
Armenian va emigrar al Canadà el 1969 per convertir-se en el director assistent de l'Orquestra Simfònica de l'Atlàntic, situada a Halifax, Nova Escòcia. Del 1971 al 1993, va ser director artístic i director de la "Kitchener-Waterloo Symphony". Sota la guia armènia, la "KW Symphony" es va desenvolupar des d'un grup amateur a mitjans dels anys setanta fins a una orquestra professional.
Armenian va actuar com a director musical del Festival de Stratford del 1973 al 1976, i va fundar el "Stratford Festival Ensemble" (més tard rebatejat el "Canadian Chamber Ensemble") el 1974.
Armenian va fer aparicions a la direcció de convidats amb l'Orquestra Simfònica de Québec el 1974, l'Orquestra Simfònica de Toronto i l'Orquestra del Centre Nacional d'Arts el 1975 i va dirigir Wozzeck per a la ""Canadian Opera Company"" el 1977. El 1986 fou nomenat membre de l'Ordre del Canadà. El 1999 es va convertir en el director d'Estudis Orquestrals de la Universitat de Toronto.
Armenian va ensenyar direcció al Conservatori de música del Québec a Mont-real, on va dirigir la seva orquestra simfònica durant 30 anys. Va ser director del Conservatori des del 2008 fins al 2013.

## Enregistraments seleccionats
- Joyous light: cançons sagrades armènies amb Isabel Bayrakdarian, CBC.
- Memòries de Polònia, 1995 amb Janina Fialkowska i la simfonia de Kitchener-Waterloo.[5]
- Mahler Lieder, CBC Records. Els cantants Andreas Schmidt, Catherine Robbin KW Symphony.[6]